# Chiyao
Le chiyao, ou yao, est une langue bantoue parlée au Malawi, au Mozambique et en Tanzanie. En 2001, elle est parlée par près de 2 000 000 personnes, depuis la région à l’est du lac Malawi, au nord de la rivière Lugenda dans la province de Niassa, et jusqu’aux régions frontalières entre la Tanzanie et le Mozambique.